# Каракудукский сельский округ (Павлодарская область)
Каракудукский  сельский округ — административно-территориальное образование в Иртышском районе Павлодарской области.

## Административное устройство
1. село Каракудук
2. село Кенес
3. село Караоткель
4. село Ынтымак